# John Beke, 1. Baron Beke

Wappen des John Beke, 1. Baron Beke

John Beke, 1. Baron Beke (auch John Bek, * vor 1230; † 1303 oder 1304) war ein englischer Adliger.

## Leben
Er war der Sohn und Erbe des Walter Beke of Eresby. Seine Mutter war Eve Gray, eine Nichte des Walter de Gray († 1255), Lordkanzler von England und Erzbischof von York. Zu seinen jüngeren Geschwistern gehörten Thomas Beke († 1293), Bischof von St. David's, und Anthony Beke († 1311), Bischof von Durham und Titularpatriarch von Jerusalem.
Sein Vater hinterließ ihm spätestens 1255 die Gutsherrschaft (Lordship of the Manor) von Eresby bei Spilsby in Lincolnshire. 1275/76 erhielt er das verbriefte Recht sein dortiges Herrenhaus militärisch zu befestigen (licence to crenellate).
König Eduard I. berief ihn erstmals am 24. Juni 1295 durch Writ of Summons ins königliche Parlament und verlieh ihm dadurch den erblichen Adelstitel Baron Beke.
Er hatte vier Kinder:
- Walter Beke († nach 1301, vor 1304);
- Alice Beke ⚭ Sir William Willoughby, Gutsherr von Willoughby in Lincolnshire;
- Margaret Beke ⚭ Richard de Harcourt (1256–1293), Gutsherr von Stanton Harcourt in Oxfordshire;
- Mary Beke, Nonne.

Sein letzter Wille wurde am 18. Juli 1301 beurkundet und verfügte seine Bestattung in Kirkstead Abbey. Er starb schließlich „im 31. Regierungsjahr Eduards I.“ (1303/04). Sein einziger Sohn, Walter, war inzwischen kinderlos gestorben, so dass seine Besitzungen zwischen seinen Töchtern aufgeteilt wurden. Sein Familiensitz in Eresby fiel über seine Tochter Alice an deren Sohn Robert de Willoughby († 1317), der 1313 zum Baron Willoughby de Eresby erhoben wurde. Sein Adelstitel fiel in Abeyance zwischen seinen Töchtern und ruht seither.